# Абул Хасан Хан Гафари
Абул Хасан Хан Гафари (перс. ابوالحسن غفاری), познат и као Sani ol molk, био је сликар, минијатуриста, мајстор лакирања и илустратор књига. Био је један од најутицајнијих сликара каџарске епохе у којој је добио назив ирански Рафаел.

## Живот
Према постојећим документима рођен је у Кашану око 1814. године. Његов отац је био Мирза Мухамед Гафари, талентовани сликар и графичар. Након основног школовања, око 1829. године, похађа часове сликарства код мајстора Мехр-Али Есфаханија, познатог сликара на двору каџарског владара Фатех Али-шаха. Током наредне деценије постигао је брзи напредак. Године 1842., за време владавине Мухамед-шах Каџара, када му је било само 29 година, дозвољено му је да наслика портрет монарха, и на тај начин је постао дворски сликар. Мирза Абул Хасан Кан је умро 1866. у 52. години живота након болести.

## Стил
Портрет Мухамед-шаха са потписом Абул Хасан Гафарија из 1842. године сматра се његовим најранијим радом. До тог времена је већ формирао сопствени стил који је, у уљаном сликарству, представљао рафинацију стила Мехр Алија. С друге стране, његове минијатуре и портрети показују оригиналност, натурализам и техничко савршенство. Његова јача страна је несумњиво био портрет, у којем његове бриљантне и понекад немилосрдне карактеризације често посматрача доводе лицем у лице са субјектом.

## Одлазак у Италију
Потакнут жељом за даљим усавршавањем, при крају владавине Мухамеда Шаха, Мирза Абул Хасан Хан одлучује да отпутује у Италију, тадашњи уметнички центар Европе, како би се упознао са делима великих и познатих европских уметника, посебно ренесансних, и њиховим сликарским методама. У Италији је провео период између 1846. и 1850. године где је проучавао и копирао дела италијанских мајстора у Риму, Ватикану, Фиренци и Венецији и посећивао и студирао на академијама и музејима у тим градовима.
Резултат овог путовања су копије неколико европских слика, међу којима је и Рафаелова чувена Мадона из Фолиња. Смрт владара Мухамед-шаха, затекла је Мирзу Абул Хасана Хана у Европи, а његов млади наследник Насир ел Дин Шах Каџар, који је живео у Табризу, дошао је у Техеран где је 1848. ступио на престо. Будући да постоји само неколико радова које је Абул Хасан Кан насликао 1848. и 1849. године, а имајући у виду да је први рад по повратку у Иран датиран у 1850-1, његов повратак кући мора да се догодио две или три године након што је Насир ел Дин Шах ступио на престо.
Године 1850. Абул Хасан се вратио у Иран где је неко време био укључен у рад прве модерне високошколске институције, Дар ал-Фонун, коју је Насир ел Дин Шах успоставио у Техерану.
Последњих година живота обављао је више административних дужности, уређивао је владине часописе и надгледао штампарије у земљи. Године 1861. добио је титулу Sani ol molk, по којој је остао познат.

## Хиљаду и једна ноћ
Абул Хасан је провео 1853. годину у дизајнирању и надзору израде 1.134 страница минијатура које красе изванредан шестотомни персијски превод Хиљаду и једне ноћи (који се чува у библиотеци Голестан), на коме је тим од тридесет и четири сликара радио под његовим надзором. Ради се о изванредном делу и у погледу папира, корица, калиграфије, и броја страница и украса. Међутим, њен најважнији и најинтересантнији аспект односи се на број и квалитет илустрација које садржи, што је уистину чини ремек-делом иранског минијатурног сликарства свог доба. По речима , ова копија Хиљаде и једне ноћи садржи 3600 различитих сцена на 1134 странице, које је за седам година извело 42 уметника различитих профила. Осим свог посебног дизајна, колорита, композиције и финоће, слике су најатрактивније са становишта приказа иранског фолклора из средине 19. века.
У стварању сцена које илуструју ову књигу, Мирза Абул Хасан Хан је одлучио да прикаже какав је био живот у Ирану у његово време. Зато илустрације ове књиге представљају аутентичне документе о животу у Ирану средином 19. века.
Бројне живахне и разрађене илустрације ове драгоцене књиге откривају важне и занимљиве културне и етнолошке аспекте иранског друштва из тог периода. На њима се може, на пример, видети како су изгледале куће, просторије, зидови, прозори, направљени у недавно увезеном француском стилу, поплочано двориште, базени, аркаде и богато засађени вртови. Може се приметити и како је било уређено јавно купатило за мушкарце, са куполом, стубовима, степеништем и заједничким базенима, као и шта се тамо дешавало, на пример како су мушкарци бријали главе бритвом, прали тела рукавицом за рибање, стављали кану на браде, руке и ноге; и како су лежали на простртој тканини на поду купатила да би им масирали тело. Може се видети да су у то време популарни музички инструменти били тар, каманче, даф и тонбак, које су свирали и мушкарци и жене, и да су младићи и девојке самостално или у пару плесали у средини соба пратећи својим корацима звуке пуцкетања прстију. Илустрације показују да су људи обично седели на поду, на тепиху или простирци од филца наслоњени на јастуке постављене по зидовима и на поду соба, а у домовима принчева, дворјана, аристократа и богаташа коришћен је увозни европски намештај. Сваки детаљ ових илустрација препун је изненађења и веома су корисна референца у проучавању иранског друштва из средине 19. века.

## Галерија
- Амир Кабир, пре 1860
- Принц Ардешир Мирза, 1853
- Гозба Азим Хана Есфаханија, 1852
- Илустрација за персијски превод Хиљаду и једне ноћи
- Илустрација за персијски превод Хиљаду и једне ноћи, Палата Голестан
- Илустрација за персијски превод Хиљаду и једне ноћи, Палата Голестан
- Илустрација за персијски превод Хиљаду и једне ноћи, Палата Голестан
- Илустрација за персијски превод Хиљаду и једне ноћи,1849-1856
- Илустрација за персијски превод Хиљаду и једне ноћи1849-1856